# Joy Davidman
Helen Joy Davidman (18 avril 1915 – 13 juillet 1960) est une poétesse et écrivaine américaine.

## Biographie
En 1935 elle obtient un master en littérature anglaise à l'Université Columbia.
Juive, communiste et athée, elle se convertit au christianisme dans les années 1940.
De son premier mariage avec l'écrivain William Lindsay Gresham, elle a deux fils, David et Douglas. Après sa rencontre avec C. S. Lewis, elle s'installe au Royaume-Uni avec ses deux enfants, et Lewis l'épouse afin qu'elle puisse continuer à vivre en Angleterre. Leur mariage est célébré le 21 mars 1956 par un ami, étant donné qu'épouser une divorcée était mal vu par l'Église d'Angleterre, à laquelle appartient Lewis. On lui a déjà, à ce moment-là, diagnostiqué un cancer des os qui la tue quatre ans plus tard.
Sa relation avec C. S. Lewis a inspiré le film Les Ombres du cœur (1993).
Pour son recueil de poèmes, Letter to a Comrade, elle a été récompensée du Yale Series of Younger Poets Competition en 1938.